# East (Tangerine Dream)
East is een livealbum van Tangerine Dream. Het is een gedeeltelijke registratie van het concert dat de muziekgroep gaf op 20 februari 1990 in de Werner Seelenbinder Halle in het voormalige Oost-Berlijn. 8000 toeschouwers bemanden de zaal. Het album verscheen pas in 2004.

## Musici
- Edgar Froese – gitaar, synthesizers, elektronica
- Paul Haslinger – toetsinstrumenten
- Jerome Froese – toetsinstrumenten, gitaar
- Linda Spa, Hubert Waldner – saxofoons

## Muziek
| Nr. | Titel                          | Duur |
| --- | ------------------------------ | ---- |
| 1.  | Marakesh                       |      |
| 2.  | Atlas eyes                     |      |
| 3.  | Gaudi Park                     |      |
| 4.  | Cat scan                       |      |
| 5.  | Teetering scales               |      |
| 6.  | Lily on the beach              |      |
| 7.  | Nomad’s scale                  |      |
| 8.  | Daybreak on the River Spree    |      |
| 9.  | Longing for cashba             |      |
| 10. | Mount Shasta                   |      |
| 11. | Alaskan summer                 |      |
| 12. | Wall Street                    |      |
| 13. | Hitchhiker’s point             |      |
| 14. | Long Island sunset             |      |
| 15. | Berlin summer nights (toegift) |      |

CD1: Rockface ·
CD2: East ·
CD3: Arizona live '92 ·
CD4: Vault IV ·
CD5: Rocking Mars